# Sylvia de Leur
Sylvia Yvonne de Leur (Breslau, 30 mei 1933 – Huizen, 20 april 2006) was een Nederlands actrice en cabaretière.

## Levensloop
De Leur werd geboren in Breslau – het huidige Wrocław in Polen – dat destijds deel uitmaakte van het Duitse Rijk. Ze was de dochter van de Nederlandse concertmeester Tonny de Leur en de Duitse danseres Hertha Sommer. Op twaalfjarige leeftijd werd ze assistente van een goochelaar. Ze emigreerde in 1948 naar Bussum in Nederland en werkte enkele jaren als schoonheidsspecialiste, waarna ze comédienne/actrice werd.
De Leur debuteerde bij Kees Manders in zijn nachtcabaretshow Het Uiltje. Daarna ging ze als slangenmens op tournee met Benny Vreden, Berry Kievits en Gerard Walden. Begin jaren zestig trad ze op bij het ABC-cabaret van Wim Kan en het Lurelei-cabaret. Na haar cabaretcarrière speelde ze in een aantal musicals, waarna haar filmcarrière van start ging. Ze speelde in 1971 in Wat zien ik!? en Daniël. Ze was in de jaren zeventig te zien in de televisieprogramma's Pommetje Horlepiep, Rust noch duur, Kort en klein, Mijn tante Victoria en Eén van de acht en in de jeugdserie De vloek van Woestewolf.
De Leurs opmars eindigde toen in 1975 voor haar ogen haar 12-jarige zoontje Marino met zijn fiets door een cementwagen werd overreden en overleed, waarop zijzelf volledig instortte. Bovendien was ze in deze periode verwikkeld in een echtscheiding van haar toenmalige echtgenoot, televisiedokter Aart Gisolf.
In 1997 kwam ze even terug in de amusementswereld met de solotheatershow Geluk? Wieso Glück?, die ging over de moeizame relatie met haar moeder. Als kind werd ze niet opgevoed door haar moeder, die alcoholist was, maar door haar oma. In 1998 was ze met Leon de Winter te gast in het televisieprogramma Villa Felderhof. In 1999 zong Robert Long op zijn album Lang genoeg jong het lied Sylvia, dat gaat over De Leur. In 2004 vertolkte ze haar laatste filmrol, een gastrol in de televisieserie Baantjer.
De Leur overleed in 2006 aan de gevolgen van de neurologische ziekte ALS. Haar urn werd bijgezet in het columbarium van de Nieuwe Ooster.

## Filmografie
- Wat zien ik!? (1971)
- Daniël (1971)
- De inbreker (1972)
- Pallieter (1976)
- De mantel der liefde (1978)
- Vroeger kon je lachen (1983)
- De avonden (1989)

## Televisie(series)
- Joop Terheul (1968)
- Rust noch duur (KRO 1969/1970)
- Mijn tante Victoria (VARA 1972, rol: Betty)
- Eén van de acht (VARA 1972, gastrol: Sylvia van De Zingende Zusjes Silkika; met Kika Mol, John Kraaijkamp sr. en Rijk de Gooyer)
- De vloek van Woestewolf (televisieserie NOS 1974, rol: Sylvia)
- Pommetje Horlepiep (NCRV 1978, rol: Ieke Maris-van der Velde)
- De Dolly Dots (TROS 1983, rol: Juffrouw Toby)
- Er is er één jarig (klucht met Piet Bambergen speelde Brigitte)
- De Brekers Vieze Marie (serie met o.a. Johnny Kraaykamp en Rijk de Gooijer)
- De Goeroe & De Dissident (1988, theaterprogramma met Freek de Jonge, als achtergrondstem)
- Beppie (AVRO 1989, titelrol: Beppie v.d. Broek)
- Langs de kade (1989)
- Tatort, aflevering Medizinmänner (reeks commissaris Schimanski, WDR, 1990, gastrol)
- Vreemde praktijken (KRO 1990-1993, rol: Luus van Trigt)
- Baantjer (RTL 4 2004, gastrol: Mevrouw Wientjes)
- Toen was geluk heel gewoon (KRO, gastrol)
- Seth & Fiona (afl. Wie A zegt, moet B zeggen, VARA 1994, gastrol: Mieke)